# SOM-institutet

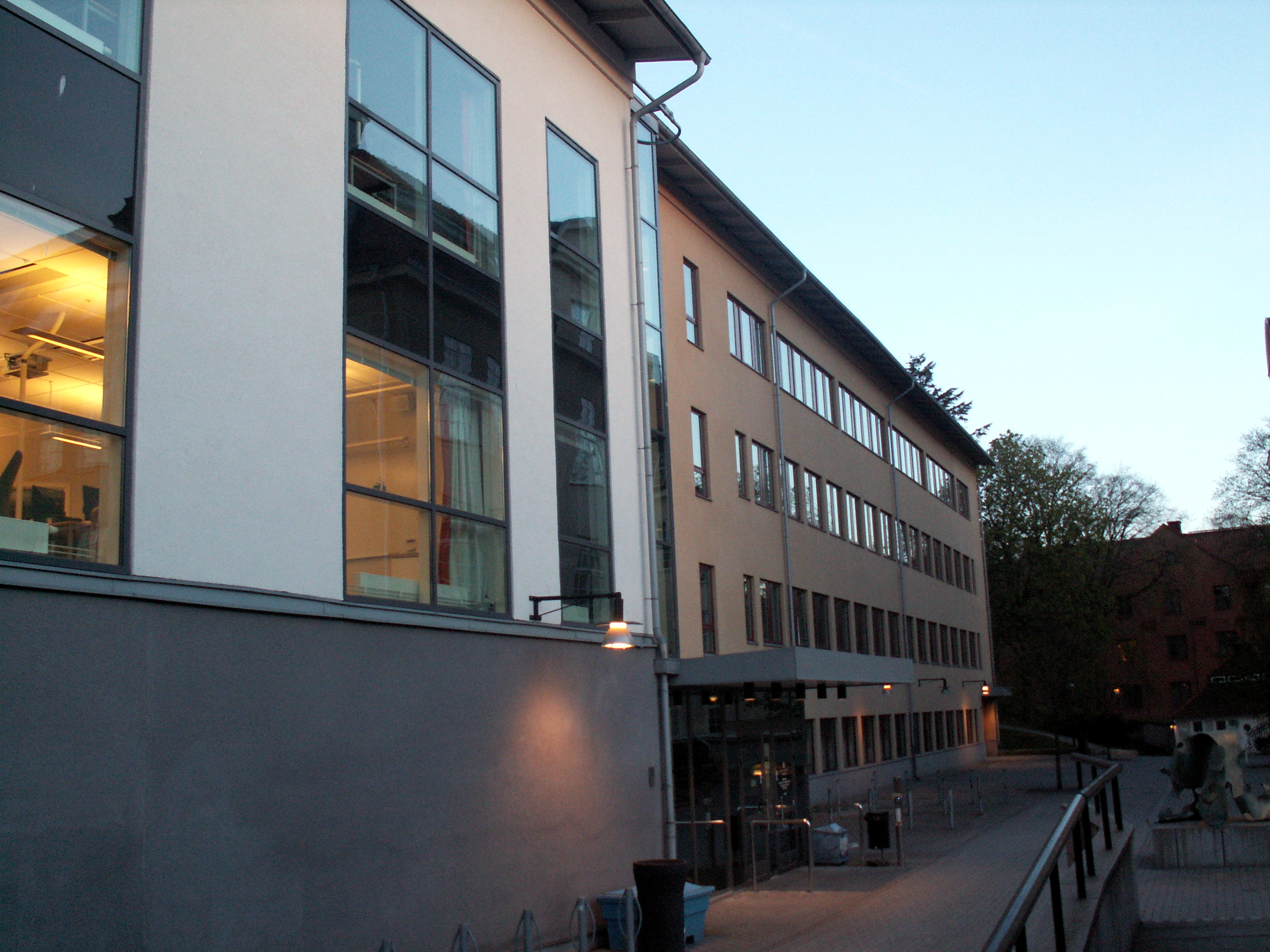
Seminariegatan 1 B, med JMG och SOM-institutet ("Mediehuset") samt Nordicom.

SOM-institutet är en centrumbildning vid Göteborgs universitet och har sin bakgrund i ett samarbete mellan forskare vid Institutionen för journalistik, medier och kommunikation och Statsvetenskapliga institutionen vid Göteborgs universitet. SOM-institutet genomför sedan 1986 årliga frågeundersökningar med fokus på Samhälle, Opinion och Medier (SOM). 
Institutet bedriver egen samhälls- och metodforskning, men fungerar också som en infrastruktur för att ställa forskningsfrågor till befolkningen eller till deltagare i webbpaneler - något som utnyttjas av såväl forskare vid svenska och internationella lärosäten som av myndigheter och andra offentliga organisationer. Utöver SOM-undersökningarna och Medborgarpanelen genomför SOM-institutet även PEP-rapporten i samverkan med Generation PEP och Karolinska Institutet (KI).

## Historik
SOM-institutet grundades av Sören Holmberg, professor i statsvetenskap, Lennart Weibull, professor i massmedieforskning, samt Lennart Nilsson, docent i offentlig förvaltning.
Sedan 1986 genomför institutet en nationell riksrepresentativ post- och webbenkätundersökning på temat samhälle, opinion och medier. Urvalen i undersökningen har vuxit med tiden. Sedan 2023 går den nationella undersökningen ut till över 26 000 slumpmässigt utvalda personer boende i Sverige mellan 16 och 90 år. Sedan 1992 genomför SOM-institutet även regionala och lokala undersökningar bland annat i Västra Götaland, Skåne, Värmland och Göteborg. 
De tydligaste spåren av undersökningsverksamheten är SOM-institutets publikationer i form av rapporter och forskarantologier. Merparten av de resultat som publiceras i form av böcker, rapporter och presentationer kommer ifrån SOM-undersökningarna, och framförallt den nationella SOM-undersökningen. Alla publikationer och presentationer från SOM-institutet finns för nedladdning på institutets hemsida. 
Föreståndare för institutet är sedan oktober 2023 Annika Bergström, professor i medie- och kommunikationsvetenskap. Tidigare föreståndare, bortsett från grundarna, har varit professor Henrik Oscarsson och docent Johan Martinsson.